# Autostrada A50 (Franța)
În Franța, autostrada A50 este o autostradă situată în regiunea Provence-Alpes-Côte d'Azur, care leagă orașul Marsilia (Bouches-du-Rhône) de Toulon (Var).

## Caracteristici
Având o lungime de 70 km, autostrada A50 face parte parțial din rețeaua publică de autostrăzi (sectorul Marsilia-Prado/Aubagne) și parțial din rețeaua concesionată către Escota (tronsonul Aubagne-Sud/A57 Toulon).
Este cu taxă pe segmentul dintre Roquefort-la-Bédoule și Ollioules, administrat de Escota. Pe această secțiune a fost introdus pentru prima dată în Franța sistemul de Telepéage sau Télébadge, în anul 1992.
Această autostradă este acoperită de Radio Vinci Autoroutes (107.7 FM) pe sectorul administrat de Escota.

## Istoric
Primul tronson al autostrăzii A50 a fost deschis circulației în 1962, între Marsilia și Aubagne. Acest segment este încă numit "autoroute Est" (autostrada de Est) de către locuitorii din Marsilia.
Această autostradă are 2 × 3 benzi de circulație de la sfârșitul lunii decembrie 2012 pe tronsonul de 21 km dintre cele două stații de taxare (La Ciotat și Bandol), după 23 de luni de lucrări, care au costat 90 de milioane de euro.

## Traseu
| De la fostul tronson către A502; secțiune gratuită neconcesionată, gestionată de DIR Méditerranée.  | |             |
| A50                                                                                                 | |             |
| A50                                                                                                 | |             |
| 2/2a/2b - Place de Pologne                                                                          | Cartiere deservite: Marsilia-Baille, Marsilia-La Timone, Marsilia-Menpenti, Marsilia-La Capelette, Les Ports.                                                                                | RD8N        |
| | Limitare la 90 km/h (sens Toulon-Marseille). |             |
| Intersecție                                                                                         | Nod rutier între A507 și A50: Aix-en-Provence, Aeroportul Marseille Provence, Marsilia-La Rose.                                                                                              | A507        |
| 3 - Florian                                                                                         | Cartiere deservite: Marsilia-Florian, Marsilia-Saint-Loup, Marsilia-La Rose (nod rutier parțial).                                                                                            | L2 RD2 A507 |
| 3 - La Pomme                                                                                        | Cartiere deservite: Marsilia-La Pomme, Marsilia-Saint-Loup, Marsilia-Saint-Barnabé (nod rutier parțial).                                                                                     | L2 RD2 A507 |
| | Zonă de servicii: La Pomme (sens Marseille-Toulon). |             |
| 4a - La Valentine                                                                                   | Cartiere deservite: Marsilia-La Valentine, Marsilia-Saint-Marcel, Centre comerciale (nod rutier parțial).                                                                                    | RD2C        |
| 4b - Saint-Menet                                                                                    | Cartiere deservite: Marsilia-Saint-Menet, Marsilia-La Valentine, Marsilia-La Barasse (nod rutier parțial).                                                                                   | RD2 RD4     |
| 5 - La Penne                                                                                        | Orașe deservite: Aix-en-Provence, Fos-sur-Mer, Aeroportul Marseille Provence, La Penne-sur-Huveaune, Marsilia-Saint-Menet, Marsilia-La Valentine, Marsilia-Saint-Mitre (nod rutier parțial). | RD2         |
| Intersecție                                                                                         | Nod rutier între A501 și A50: Nisa, Aix-en-Provence, Aubagne-centru (nod rutier parțial). | A501        |
| Intersecție                                                                                         | Nod rutier între A502 și A50: Toulon, Aubagne-Les Passons, Gémenos, Circuitul Castellet, Site des Paluds (nod rutier parțial).                                                               | A502        |
| De la A502 până la ieșirea 7; secțiune gratuită concesionată către Escota.                          | |             |
| Intersecție                                                                                         | Nod rutier între A52 și A50: Lyon, Aix-en-Provence, Gémenos, Aubagne (nod rutier parțial).                                                                                                   | A52         |
| 6 - Carnoux                                                                                         | Orașe deservite: Cassis, Carnoux-en-Provence (nod rutier parțial). |             |
| 7 - La Bédoule-Nord                                                                                 | Orașe deservite: Carnoux-en-Provence, Roquefort-la-Bédoule (nod rutier parțial). |             |
| 7 - La Bédoule-Sud                                                                                  | Orașe deservite: La Ciotat, Roquefort-la-Bédoule (nod rutier parțial). |             |
| De la ieșirea 7 până la ieșirea 10; secțiune cu taxă în sistem deschis, concesionată către Escota.  | |             |
| | Zonă de odihnă: Le Pas d'Ouillier (sens Marseille-Toulon). |             |
| 8 - Cassis                                                                                          | Oraș deservit: Cassis. |             |
| | Punctul de taxare La Ciotat. |             |
| 9 - La Ciotat                                                                                       | Oraș deservit: La Ciotat. |             |
| | Zone de servicii: Les Frères Lumière (sens Marseille-Toulon); La Baie de La Ciotat (sens Toulon-Marseille).                                                                                  |             |
| | Trecerea din departamentul Bouches-du-Rhône în departamentul Var. |             |
| 10 - Saint-Cyr-sur-Mer                                                                              | Oraș deservit: Saint-Cyr-sur-Mer. |             |
| De la ieșirea 10 până la ieșirea 11; secțiune gratuită concesionată către Escota.                   | |             |
| 11 - La Cadière-d'Azur                                                                              | Orașe deservite: La Cadière-d'Azur, Le Beausset, Circuitul Castellet, Z.I Signes. |             |
| De la ieșirea 11 până la ieșirea 13; secțiune cu taxă în sistem deschis, concesionată către Escota. | |             |
| | Punctul de taxare Bandol. |             |
| 12 - Bandol                                                                                         | Orașe deservite: Sanary-sur-Mer, Bandol. |             |
| | Zonă de odihnă: Sanary (în ambele sensuri). |             |
| 12.1 - Sanary-sur-Mer                                                                               | Orașe deservite: Sanary-sur-Mer, Ollioules. |             |
| 13 - Ollioules                                                                                      | Orașe deservite: La Seyne-sur-Mer, Six-Fours-les-Plages, Ollioules. |             |
| De la ieșirea 13 până la A57; secțiune gratuită concesionată către Escota.                          | |             |
| 14 - Châteauvallon                                                                                  | Orașe deservite: Aubagne, La Seyne-sur-Mer-centru, Ollioules, Ollioules-Châteauvallon. | RD8         |
| 15/15a - Toulon-Brégaillon                                                                          | Orașe deservite: La Seyne-sur-Mer-centru, Le Revest-les-Eaux, Toulon-vest, Arsenal, Toulon-Brégaillon, Hôpital.                                                                              |             |
| 15b - Arsenal                                                                                       | Cartiere deservite: Toulon-vest, Arsenal (nod rutier parțial). |             |
| | Limitare la 90 km/h (sens Marseille-Toulon). |             |
| 16 - Toulon-centre                                                                                  | Cartiere deservite: Toulon-centru, Le Port, Toulon-Bon Rencontre (nod rutier parțial). |             |
| | Tunelul Toulon. |             |
| | Limitare la 70 km/h (în ambele sensuri). |             |
| A50                                                                                                 | |             |
| A57                                                                                                 | |             |